# Șevcenko, Baștanka
Șevcenko (în ucraineană Шевченко) este un sat în orașul raional Baștanka din regiunea Mîkolaiiv, Ucraina.

## Demografie
Componența lingvistică a localității Șevcenko
     Ucraineană (92%)
     Rusă (4,57%)
     Română (1,71%)
     Belarusă (1,71%)
Conform recensământului din 2001, majoritatea populației localității Șevcenko era vorbitoare de ucraineană (92%), existând în minoritate și vorbitori de rusă (4,57%), română (1,71%) și belarusă (1,71%).